# Rudolf II van Saksen
Rudolf II van Saksen bijgenaamd de Blinde (circa 1307 - Wittenberg, 6 december 1370) was van 1356 tot aan zijn dood hertog van Saksen-Wittenberg en keurvorst van Saksen. Hij behoorde tot het huis Ascaniërs.

## Levensloop
Rudolf II was de oudste zoon van hertog Rudolf I van Saksen-Wittenberg en Judith van Brandenburg, dochter van markgraaf Otto V van Brandenburg. Al vanaf jonge leeftijd was hij betrokken bij de diplomatieke diensten van zijn vader.
Op 25 augustus 1346 vocht hij aan de zijde van koning Filips VI van Frankrijk in de Slag bij Crécy. Na het overlijden van koning Jan van Bohemen nam Rudolf de leiding over van de Duitse hulptroepen. Alhoewel de Fransen de veldslag verloren, dankte Filips VI Rudolf en gaf hem een bloedige doorn die tot de Doornenkroon zou behoord hebben. In die tijd werden relieken erg vereerd en zulke giften waren heel erg waardevol. Het was ook zeer waardevol op economisch vlak: de plaats waar zulke relieken werden bewaard, lokte namelijk vele pelgrims die voor een vaste stroming van inkomsten zorgde. Zijn vader en stiefmoeder hadden een basiliekkapel gebouwd in de Allerheiligenkerk van Wittenberg. Door de aanwinst van de reliek ontwikkelde de kapel tot de residentie van de proost. Na de dood van zijn vader in 1356 bevestigde Rudolf II de rechten van de kerk en breidde hij ook hun bezittingen uit.  
Begin 1356 had Rudolf II van zijn vader de toestemming gekregen om hem te vertegenwoordigen bij de Gouden Bul, waarbij de hertog van Saksen-Wittenberg de titel van keurvorst van Saksen kreeg toegewezen. Nadat Rudolf I in maart 1356 was overleden, vroeg Rudolf II op 27 december 1356 aan het keizerlijk hof in Metz om de rechten van de linie Saksen-Wittenberg van het huis Ascaniërs te herbevestigen. Dit diende om de aanspraken van de linie Saksen-Lauenburg op het keurvorstendom Saksen tegen te gaan.
Rudolf II zette de politiek van zijn vader verder. Net als zijn vader moest hij omgaan met de aanspraken van de linie Saksen-Lauenburg op het keurvorstendom Saksen, net zoals met de aanspraken op het graafschap Brehna die de markgraven van Meißen uit het huis Wettin hadden. Toen het huis Wettin ook hun aanspraken op Herzberg, Prettin, Trebnitz, Klöden, Pretzsch, Schmiedeberg en andere bezittingen wilden laten gelden, moest Rudolf II militair ingrijpen. Dit conflict en andere politieke activiteiten deden zijn financiële middelen enorm dalen. Hierdoor verkocht hij in 1359 de stad Allstedt aan heer Gebhard XIV van Querfurt en ruilde hij het kasteel Gatterslaben met aartsbisschop Dietrich van Maagdenburg voor het kasteel Wiesenburg en Schweinitz.

### Territoriale uitbreidingen
In 1360 bemachtigde Rudolf II de heerlijkheid Liebenwerda, waarmee zijn oostelijk grondgebied werd begrensd. In 1370 bemachtigde hij het graafschap Barby en het kasteel Walternien, dat hij als leengoed aan het huis Barby schonk.
In 1369 stierf Willem II, de laatste vorst van Lüneburg, en gaf keizer Karel IV het vorstendom Lüneburg als compleet leengoed aan Albrecht, een neef van Rudolf II en kleinzoon van Willem II van Lüneburg. Hertog Magnus II van Brunswijk-Wolfenbüttel was het daarmee niet eens, wat tot de Lüneburgse Successieoorlog leidde, die tot lang na de dood van Rudolf II zou blijven duren.

### Binnenlandse politiek
Een belangrijk onderwerp in de binnenlandse politiek van Rudolf II was zijn streven om zijn financiële inkomsten te verzekeren. Zo gaf bijvoorbeeld het recht aan de stad Herzberg om zoutmijnen uit te baten en beschermde hij de routes van de zouthandel via Halle en Bitterfeld naar Torgau tegen roofridders. Om deze roofridders te bestrijden, verklaarde hij zulke praktijken vogelvrij en sloot hij allianties met de steden. In 1358 liet Rudolf het kasteel van Ließnitz verwoesten, van waaruit roofridders opereerden en waar later de plaats Kropstädt zou worden gesticht. 
Vanaf 1370 liet Rudolf II zich keurvorst van Saksen noemen, een functie die de hertogen van Saksen-Wittenberg via de Gouden Bul van 1356 hadden gekregen. Tegen het einde van zijn leven had hij zijn zicht bijna volledig verloren, wat hem de bijnaam de Blinde opleverde.

## Dood
Rudolf II stierf in december 1370. Omdat hij geen zonen en kleinzonen had, werd hij opgevolgd door zijn jongere halfbroer Wenceslaus. Hij werd bijgezet in het Franciscanenklooster van Wittenberg.

## Huwelijk en nakomelingen
Op 8 mei 1336 huwde Rudolf met Elisabeth (overleden in 1373), dochter van landgraaf Otto I van Hessen. Ze kregen een dochter:
- Elisabeth (overleden in 1353), jong gestorven

## Voorouders
| Voorouders van Rudolf II van Saksen (1307-1370) | Voorouders van Rudolf II van Saksen (1307-1370)                      | Voorouders van Rudolf II van Saksen (1307-1370)                      | Voorouders van Rudolf II van Saksen (1307-1370)                               | Voorouders van Rudolf II van Saksen (1307-1370)                               | Voorouders van Rudolf II van Saksen (1307-1370)                        | Voorouders van Rudolf II van Saksen (1307-1370)                        | Voorouders van Rudolf II van Saksen (1307-1370)                         | Voorouders van Rudolf II van Saksen (1307-1370)                         |
| ----------------------------------------------- | -------------------------------------------------------------------- | -------------------------------------------------------------------- | ----------------------------------------------------------------------------- | ----------------------------------------------------------------------------- | ---------------------------------------------------------------------- | ---------------------------------------------------------------------- | ----------------------------------------------------------------------- | ----------------------------------------------------------------------- |
| Overgrootouders                                 | Albrecht I van Saksen (1175-1260) ∞ Helena van Brunswijk (1219-1251) | Albrecht I van Saksen (1175-1260) ∞ Helena van Brunswijk (1219-1251) | Rudolf I (rooms-koning) (1218-1291) ∞ 1245 Gertrude van Hohenberg (1255–1281) | Rudolf I (rooms-koning) (1218-1291) ∞ 1245 Gertrude van Hohenberg (1255–1281) | Otto III van Brandenburg (1215–1267) ∞ Beatrix van Bohemen (1225-1290) | Otto III van Brandenburg (1215–1267) ∞ Beatrix van Bohemen (1225-1290) | Herman I van Henneberg (1224–1290) ∞ Margaretha van Holland (1234-1276) | Herman I van Henneberg (1224–1290) ∞ Margaretha van Holland (1234-1276) |
| Grootouders                                     | Albrecht II van Saksen (1250-1298) ∞ Agnes van Habsburg (1257-1322)  | Albrecht II van Saksen (1250-1298) ∞ Agnes van Habsburg (1257-1322)  | Albrecht II van Saksen (1250-1298) ∞ Agnes van Habsburg (1257-1322)           | Albrecht II van Saksen (1250-1298) ∞ Agnes van Habsburg (1257-1322)           | Otto V van Brandenburg (1246-1298) ∞ Judith van Henneberg (-)          | Otto V van Brandenburg (1246-1298) ∞ Judith van Henneberg (-)          | Otto V van Brandenburg (1246-1298) ∞ Judith van Henneberg (-)           | Otto V van Brandenburg (1246-1298) ∞ Judith van Henneberg (-)           |
| Ouders                                          | Rudolf I van Saksen (1284-1356) ∞ Jutta van Brandenburg (-1328)      | Rudolf I van Saksen (1284-1356) ∞ Jutta van Brandenburg (-1328)      | Rudolf I van Saksen (1284-1356) ∞ Jutta van Brandenburg (-1328)               | Rudolf I van Saksen (1284-1356) ∞ Jutta van Brandenburg (-1328)               | Rudolf I van Saksen (1284-1356) ∞ Jutta van Brandenburg (-1328)        | Rudolf I van Saksen (1284-1356) ∞ Jutta van Brandenburg (-1328)        | Rudolf I van Saksen (1284-1356) ∞ Jutta van Brandenburg (-1328)         | Rudolf I van Saksen (1284-1356) ∞ Jutta van Brandenburg (-1328)         |